# Stilbopteryx walkeri
Stilbopteryx walkeri is een insect uit de familie van de mierenleeuwen (Myrmeleontidae), die tot de orde netvleugeligen (Neuroptera) behoort. 
Stilbopteryx walkeri is voor het eerst wetenschappelijk beschreven door Kimmins in 1940.